# Яминка
Яминка — деревня в Чистоозёрном районе Новосибирской области. Входит в состав Ишимского сельсовета.

## География
Площадь деревни — 26 гектаров.

## Население
| 2002 | 2007 | 2010 |
| ---- | ---- | ---- |
| 111  | ↘80  | ↘48  |

## Инфраструктура
В деревне по данным на 2007 год функционирует 1 учреждение здравоохранения.

## Известные уроженцы
Колотий, Александр Ильич (1920—1982) — советский военачальник, генерал-майор, один из основателей РВСН СССР.